# Davido
Davido, artiestennaam van David Adedeji Adeleke (Atlanta, 21 november 1992), is een Amerikaans zanger, songwriter en producer van Nigeriaanse komaf.
Hij brak in 2012 door met zijn single Dami Duro, de tweede single van zijn debuutstudioalbum Omo Baba Olowo (2012). Daarna volgden verschillende hitsingles. In 2019 verscheen zijn tweede studioalbum A Good Time. Volgens het tijdschrift New African behoorde hij in 2019 tot de 100 meest invloedrijke Afrikanen. Op 13 november 2020 verscheen zijn derde studioalbum A Better Time.

## Discografie
- Omo Baba Olowo (2012)
- Son of Mercy (2016)
- A Good Time (2019)
- A Better Time (2020)
- Timeless (2023)
- 5ive (2025)